# 胡家健
胡家健（1903年—2001年1月15日），字建人，安徽省績溪縣人。中华民国教育家。
早年就讀胡氏小學、安徽學府。後考入南京高等師範學校教育專修科，國立東南大學教育學系畢業。曾任河南省立第一師範學校教育學專任教員兼附屬小學主任，安徽省教育廳編譯處主任，安徽省省立第四中學（宣城中學）校長。1935年夏，因教育工作成果优异，安徽省政府特派赴欧美考察教育。先后在英国倫敦大學皇家学院、美国哥伦比亚大学师范学院进修，获哥伦比亚大学硕士学位。
1937年抗日战争全面爆发后，胡家健放弃正在攻读的博士学位，由美国返回中国。1938年起，任國立浙江大學教授兼學校總務長、附屬中學校長，國立中央大學（南京大學，前身國立東南大學）教授兼校柏溪分校主任、學校總務長。1948年，任教育部中等教育司司長。同年11月，移居香港。在香港期间，胡家健担任香港中文大學教授兼文學院院長、香港中山圖書館董事長等職。
晚年，胡家健侨居加拿大。2001年1月15日，逝世，享年99岁。